# Super Colossal
Super Colossal – album studyjny amerykańskiego gitarzysty Joe Satrianiego. Wydawnictwo ukazało się 14 marca 2006 roku nakładem wytwórni muzycznej Epic Records. Płyta dotarła do 86. miejsca listy Billboard 200 w Stanach Zjednoczonych. W przeciągu tygodnia od dnia premiery album znalazł 12 000 nabywców w USA.
Album został zarejestrowany w Studio 21. Partie perkusji oraz dodatkowe nagrania zostały zrealizowane w The Armoury Studio w Vancouver w Kolumbii Brytyjskiej oraz z w Phantom Studios w Sherman Oaks w Kalifornii. Wszystkie kompozycje w The Armoury Studio zmiksował Mike Fraser, który był również współproducentem. Mastering wykonał George Marino w Sterling Sound w Nowym Jorku.
Pochodząca z płyty kompozycja "Super Colossal" była nominowana do nagrody Grammy w kategorii Best Rock Instrumental Performance.

## Lista utworów
Opracowano na podstawie materiału źródłowego.
(muzyka: Joe Satriani)
1. "Super Colossal" – 4:14
2. "Just Like Lightnin'" – 4:01
3. "It's So Good" – 4:14
4. "Redshift Riders" – 4:49
5. "Ten Words" – 3:28
6. "A Cool New Way" – 6:13
7. "One Robot's Dream" – 6:15
8. "The Meaning of Love" – 4:34
9. "Made of Tears" – 5:31
10. "Theme for a Strange World" – 4:39
11. "Movin' On" – 4:05
12. "A Love Eternal" – 3:33
13. "Crowd Chant" – 3:14

## Twórcy
Opracowano na podstawie materiału źródłowego.
- Joe Satriani - gitara rytmiczna, gitara prowadząca, gitara basowa, instrumenty klawiszowe, produkcja muzyczna
- Jeff Campitelli - perkusja, instrumenty perkusyjne (utwory 1-5, 10-13)
- Simon Phillips - perkusja (utwory 6-9)
- Eric Caudieux - edycja, elektronika
- George Marino - mastering
- Mike Fraser - miksowanie, produkcja muzyczna
- Greg Waterman - zdjęcia
- Rex Ray - oprawa graficzna
- wokale - Aaron Pritchett, Adrian Underhill, Brad Colwell, Bruce Morrison, Candice Johnson, Clayton Lawrence, Colin Nairne, Danica Sawczuk, David Martone, Davor Vulama, Dean Maher, Don Kurek, Donna King, Gordon Brown, Ian Jones, Jane Dittrich, Jarrod Nestibo, Jennifer Lactin, Jimmy Leslie, Lee Goddard, Max Sample, Mike Manning, Mimi Northcott, Mitch Merrett, Natasha Maher, Nenah Barkley, Oless Pasichnyk, Peter Davyduck, Robin Nash, Steve Brand, Tanis Keserich, Todd Walsh, Tony Brinks i Wendy Bird.

## Listy sprzedaży
| Lista               | Kraj              | Pozycja |
| ------------------- | ----------------- | ------- |
| Billboard 200       | Stany Zjednoczone | 86      |
| Top Internet Albums | Stany Zjednoczone | 86      |
| MegaCharts          | Holandia          | 89      |
| SNEP                | Francja           | 86      |
| Schweizer Hitparade | Szwajcaria        | 83      |